# Istituto Pendola per Sordomuti in Siena

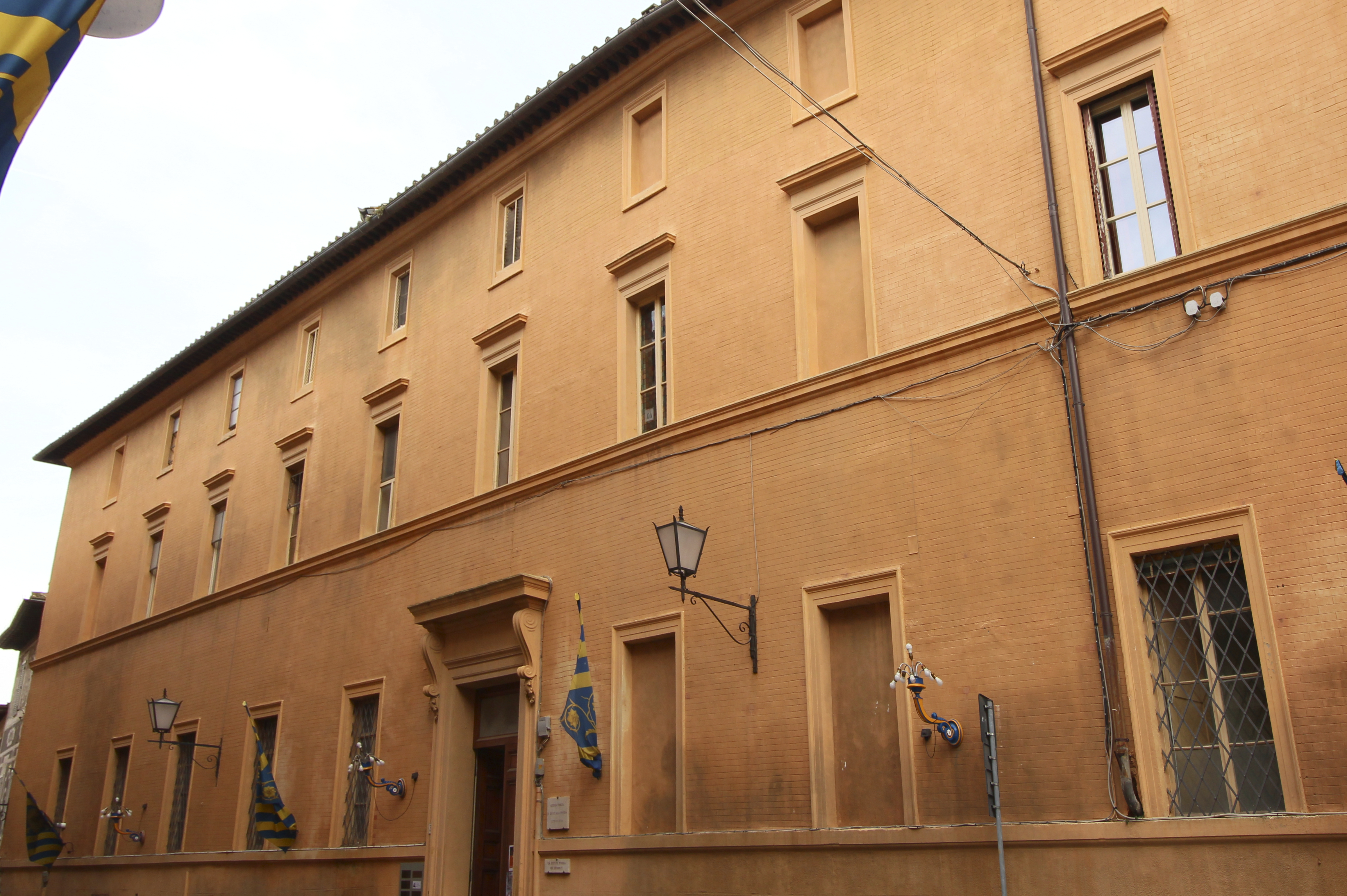
Pendola Institute Siena

Das Istituto Pendola per Sordomuti in Siena (dt. Institut Pendola für Taubstumme in Siena) ist eine Stiftung zur Behandlung von angeborener Taubheit. Es befindet sich in der Via Tomasso Pendola Nr. 35–43 im Zentrum von Siena in der Toskana. Es blickt auf eine lange Geschichte zurück und begann als karitative Einrichtung, die Anfang der 1820er Jahre vom genuesischen Piaristen-Priester Tommaso Pendola (1800–1883) gegründet wurde. Es förderte eine oralistische Therapie für Gehörlose. In den darauffolgenden Jahrzehnten veränderten sich Finanzierung und Tätigkeitsbereich.

## Geschichte
Das Institut wurde unter der Schirmherrschaft und Leitung des Grafen Celso Petrucci Bargagli und anderer Spender sowie unter der Führung von Pendola gegründet. 1828 wurde Pendola der erste Direktor des Regio Istituto Pendola per Sordomuti in Siena, genehmigt durch ein Dekret von Großherzog Leopold II. Das Gebäude befand sich zunächst in der Via San Pietro Nr. 39, wurde aber später an den heutigen Standort verlegt, in Gebäude, in denen sich früher das mittelalterliche Kloster Santa Margherita befand. Im ursprünglichen Gebäude wurden 50 taubstumme Jungen untergebracht und unterrichtet. 1835 wurde ein paralleles Institut für Mädchen unter der Leitung von Nonnen der Kongregation der Genossenschaft der Töchter der christlichen Liebe vom heiligen Vinzenz von Paul gegründet, wobei der männliche Teil in einem Gebäude in der gleichen Straße (Nr. 62) untergebracht war.
Die von Pendola geförderte mündliche Methode Lippenlesen, war im 19. und 20. Jahrhundert die vorherrschende Methode in Europa. Einige Quellen behaupten, der römisch-katholische Glauben habe die mündliche Überlieferung gegenüber Methoden der Gebärdensprache bevorzugt, da für die Beichte das Sprechen erforderlich sei. Nach Pendolas Tod wurde der Name per Dekret von Umberto I. in Königliches Institut Pendola für Taubstumme geändert. 1980 wurde die Schule geschlossen und die Schüler hauptsächlich an das Istituto Gualandi versetzt.